# 기능유전체학
기능유전체학은 유전체학의 한 분야이다. 1990년대 중반에 생긴 말로, 전사체와 발현체(단백체포함)의 정보를 유전체 서열과 연관시켜서 대규모 기능유전자 스크리닝을 하는 유전체학을 말한다.

## 같이 보기
- 비교유전체학
- 독성유전체학